# 이회 (고려)
이회는 고려 말 조선 초의 문신이다. 자는 송곡, 본관은 태안이다. 고려 우왕 때 문과에 급제하였으며, 조선 태조 때 병조정랑이 되었다. 변중량과 함께 정권과 병권의 겸임이 옳지 못하다고 주장하여 순천으로 유배되었다. 태종 때 승려 청준이 그린 <역대제왕혼일강리도>에 교정을 더하여 한국 지도에다 일본을 첨부하여 새 지도 <팔도도>를 만들었다. 벼슬이 사간에 이르렀으며 시문에 뛰어났다. 